# 坂口裕彦
坂口 裕彦（1976年 - ）は、毎日新聞社大阪本社代表室委員。

## 略歴
1998年関西学院大学社会学部卒業。同年に毎日新聞社に入社し、山口、阪神支局を経て、2005年政治部へ。
首相官邸や自民、公明両党、外部、防衛、厚生労働省などを担当した。
2013年に外信部に移り、2014年4月から2016年3月までウィーン特派員を務めた。
現在は毎日新聞社大阪本社代表室委員。

## 新聞記事作品
- 漂う民～同時進行ルポ 到着のアリさん「穏やかに暮らすチャンスを」（2015年11月22日・ドイツ南部メスシュテッテン）[1]
- 漂う民～同時進行ルポ 家族救ったアリさんのごみ掃除（2015年11月21日・ドイツ南部メスシュテッテン）[2]
- 漂う民～同時進行ルポ アリさんが小走りでやってきた!（2015年11月20日・ドイツ南部メスシュテッテン）[3]
- 漂う民～同時進行ルポ 堂々めぐり アリさん、別の街に（2015年11月19日・ドイツ南部シュツットガルト）[4]
- 漂う民～同時進行ルポ ドイツにいたアリさん カネ足りず携帯使えず（2015年11月18日・ドイツ南部シュツットガルト）[5]
- 漂う民～同時進行ルポ ドイツから突然の電話（2015年11月17日・オーストリア南部グラーツ）[6]
- 漂う民～同時進行ルポ 予想上回る速度で移動する人々（2015年11月16日・シュピールフェルト）[7]
- 漂う民～同時進行ルポ 国境の町へ 「連帯示す」デモに遭遇（2015年11月15日・シェンティル）[8]
- 漂う民～同時進行ルポ アリさんどこへ 底冷えの朝に（2015年11月14日・セルビア西部シド）[9]

## 著書
- 『ルポ 難民追跡 バルカンルートを行く』（岩波新書、2016年10月20日）ISBN 9784004316244